# Apentacentrus
Apentacentrus is een geslacht van rechtvleugeligen uit de familie krekels (Gryllidae). De wetenschappelijke naam van dit geslacht is voor het eerst geldig gepubliceerd in 1934 door Lucien Chopard.

## Soorten
Het geslacht Apentacentrus omvat de volgende soorten:
- Apentacentrus aurantiacus Chopard, 1935
- Apentacentrus fulvus Chopard, 1926
- Apentacentrus nigripennis Chopard, 1967